# The Hunger (2024)
The Hunger ist ein US-amerikanischer Pornospielfilm der Regisseurin Claudia Ross aus dem Jahr 2024. Er wurde bei den XBIZ Awards 2025 als „Best Couples-Themed Movie“ausgezeichnet.

## Handlung
Der Film erzählt die Geschichte von Lauren, einer schönen jungen Frau, die scheinbar alles hat. Doch trotz ihrer glücklichen Ehe kämpft Lauren mit einem zwanghaften sexuellen Verlangen, das sie „Hunger“ nennt, ein Verlangen, das sie dazu bringt, ständig sexuelle Begegnungen mit völlig Fremden zu suchen. Die Geschichte befasst sich mit Themen wie Macht, Kontrolle, Anziehung, Erfüllung und der Komplexität des weiblichen Geistes.

## Sexszenen
- Szene 1: Emma Hix, Ruby Moon
- Szene 2: Emma Hix, Lucky Fate, Tommy Pistol
- Szene 3: Emma Hix, Cherry Kiss, Victor Ray
- Szene 4: Emma Hix, Jay Romero

## Auszeichnungen
- 2025: XBIZ Award „Best Couples-Themed Movie“